# 한스 블루멘베르크
한스 블루멘베르크(Hans Blumenberg, 1920년 7월 13일 뤼베크 – 1996년 3월 28일 알텐베르크)는 독일의 철학자이자 지성사학자이다.
그는 철학, 독일학 그리고 고전을 공부했고(1939-47, 제2차 세계 대전으로 중단) 세기의 가장 중요한 독일 철학자 중 한 명으로 여겨진다. 그는 1996년 3월 28일 독일 뮌스터 근교 알텐베르크에서 사망했다.
블루멘베르크는 "은유학"이라 불리는 분야를 창시했는데, 이는 은유와 언어의 관용적 표현 아래에 있는 것이 진실에 가장 가깝고(이데올로기와 가장 멀리 떨어져 있음) 진실에 가장 가깝다고 주장한다. 그의 마지막 저작들, 특히 "강을 건너는 근심"(Die Sorge geht über den Fluss)은 인간 실재를 그 은유와 비자발적인 표현을 통해 이해하려는 시도이다. 서양 사상과 문학의 역사에서 겉보기에 의미 없는 일화 (이야기)들을 파고들면서, 블루멘베르크는 더 중요한 문제라고 여겨지는 논의에서 만개했던 표현, 예시, 제스처들의 지도를 그렸다. 블루멘베르크의 해석은 극도로 예측 불가능하고 개인적이며, 모든 것이 때로는 아이러니한 신호, 지시, 제안으로 가득하다. 무엇보다도 이는 드러난 진실의 힘에 대한 경고이자 혼란 속 세상의 아름다움에 대한 찬사이다.

## 삶
한스 블루멘베르크는 1939년 뤼베크 카타리네움에서 유일하게 "Auszeichnung"(우수) 등급을 받으며 대학교 입학 시험을 마쳤다. 그러나 그의 어머니가 유대인이었던 점을 고려하여 "하프-유대인"으로 낙인찍힌 가톨릭 신자 블루멘베르크는 신학 연구를 계속할 수 없었다. 대신 1939년부터 1941년까지 그는 파더보른 대학교와 프랑크푸르트 암 마인 대학교에서 철학을 공부했지만, 이 기간이 끝날 무렵 강제로 학교를 떠나야 했다. 뤼베크로 돌아온 그는 드래거베르크 AG에서 일했다. 1944년 블루멘베르크는 나치 강제 수용소에 구금되었지만, 하인리히 드래거의 중재로 풀려났다. 전쟁이 끝날 무렵 그는 미래의 아내 우르술라의 가족에 의해 숨겨졌다. 블루멘베르크는 나치에게서 도둑맞았다고 주장하는 그 세월을 크게 경멸했다. 그의 친구 오도 마르크바르트는 전쟁 후 블루멘베르크가 잃어버린 시간을 만회하기 위해 일주일에 여섯 번만 잤다고 전한다. 그 결과, 제한된 삶과 제한된 시간이라는 주제는 근대성의 정당성(독일어: Die Legitimität der Neuzeit, 1966) 2부에서 스콜라주의의 걸림돌로 자주 등장한다. 1945년 이후 블루멘베르크는 함부르크 대학교에서 철학, 독일어 및 고전 문헌학 연구를 계속했으며, 1947년 킬 대학교에서 중세 존재론의 기원에 대한 논문으로 졸업했다. 그는 1950년 에드문트 후설의 현상학 위기에 대한 탐구인 존재론적 거리(Die ontologische Distanz: Eine Untersuchung über die Krisis der Phänomenologie Husserls)에 대한 논문으로 박사 후 하빌리타치온을 취득했다. 이 기간 동안 그의 멘토는 루트비히 란트그레베였다. 블루멘베르크는 생전에 독일 연구 재단 상원의 일원이었고, 독일의 여러 대학에서 교수를 역임했으며, 시학과 해석학 (철학) 연구 그룹의 공동 설립자였다.

## 저작
블루멘베르크의 저작은 주로 역사적 성격을 띠며, 그의 뛰어난 철학적, 신학적 학식과 정확하고 날카로운 문체로 특징지어진다. 초기 저작인 은유학을 위한 패러다임(독일어: Paradigmen zu einer Metaphorologie, 1960)은 관념사와 철학의 사례들을 통해 의 개념을 설명한다. 블루멘베르크에 따르면, "벌거벗은 진실"과 같은 이러한 종류의 은유는 철학적 담론의 근본적인 측면으로 간주되어야 하며, 개념으로 대체될 수 없고 따라서 본질적으로 논리학으로 환원될 수 없다. 이러한 은유의 명확성과 의미는 전체로서의 현실에 대한 인식을 구성하며, 이는 인간의 지향, 사고 및 행동을 위한 필수적인 전제 조건이다.
블루멘베르크에게 "이러한 은유들이 '절대적'이라고 불리는 것은 그것들이 용어적 주장에 저항하고 개념성으로 해소될 수 없다는 것을 의미할 뿐, 하나의 은유가 다른 은유로 대체되거나 표현될 수 없거나 더 정확한 은유를 통해 수정될 수 없다는 것을 의미하지 않는다. 심지어 절대 은유도 역사를 가지고 있다." 이 첫 번째 텍스트의 기본적인 아이디어는 지식 이론의 빛의 은유, 항해에서의 존재(관객과 함께하는 난파선, 1979), 그리고 책과 독서의 은유(세계의 가독성, 1979)에 대한 연구에서 더욱 발전되었다.
블루멘베르크의 철학사 연구에서 중세 후기와 르네상스 초기의 문턱은 중요한 초점(근대성의 정당성 및 코페르니쿠스적 세계의 기원)을 제공한다. 에른스트 카시러의 관념사 및 철학에 대한 기능적 관점과 그에 따른 기원 (연대)에 특유한 정신적 관계의 재편에 영감을 받아, 블루멘베르크는 이른바 "정리인 세속화"의 근본이 되는 역사적 연속성의 실체주의를 거부한다. 이에 따르면 근대성의 개념 체계는 새로운 것이 아니라 스콜라주의의 신학적 원리가 단순히 세속화된 것에 불과하다고 여겨진다. 대신 블루멘베르크의 관점에서 근대는 신학적 절대주의에 대한 반응으로 인간의 호기심을 재활성화함으로써 고대와 중세에 대립하는 독립적인 기원 (연대)을 나타낸다. "한스 블루멘베르크는 진보가 히브리 및 기독교 신념의 세속화라는 카를 뢰비트의 주장을 반박하며, 오히려 근대, 그리고 진보에 대한 믿음이 기독교 전통에 대한 문화의 새로운 세속적 자기 긍정에서 비롯되었다고 주장한다." 뢰비트의 제자 볼프하르트 판넨베르크는 블루멘베르크에 대한 논쟁을 계속했다.
블루멘베르크는 후기 저작(신화에 대한 작업, 동굴 밖)에서 아르놀트 겔렌의 인간을 연약하고 유한한 존재로 보고 "현실의 절대주의"와 압도적인 힘에 맞서기 위해 특정 보조 사상이 필요하다는 관점에 따라 자신의 사상의 인류학적 배경을 점점 더 강조했다. 그는 신화와 은유를 겔렌이 이해하는 제도의 거리두기, 지향성, 완화 가치에 대한 기능적 등가물로 다루었다. 이 맥락은 블루멘베르크의 절대 은유 개념에 결정적인 중요성을 갖는다. 은유가 원래 문제의 실재를 설명하고 이해에 형태를 부여하는 수단이었던 반면, 나중에는 과학 분야 등에서 독립적인 존재로 나아가려는 경향을 보였다. 이 현상은 설명적 기능을 간과하면서 은유를 완전히 설명하려는 시도부터 결론의 논리성에 영향을 미치는 은유에 몰입하는 경험에 이르기까지 다양할 수 있다. '절대 은유'의 개념은 신플라톤주의에서 진리의 은유로서의 빛과 같이 문화의 사상에 결정적인 중요성을 가지는 것으로 드러나며, 이는 마르틴 하이데거와 한스게오르크 가다머의 해석학 (철학)에서 발견될 수 있다. 따라서 개념의 비판적 역사는 은유적 힘의 약화를 도울 수 있다. 그러나 블루멘베르크는 독자들에게 신화의 비판적 해체를 어떠한 신화론이든 극복할 수 있다는 프로그램적 신념과 혼동하지 말라고 경고했다. 후설 연구를 반영하여, 블루멘베르크의 저작은 우리의 잠재적 과학적 계몽이 끊임없이 우리의 묵상의 이미지를 되풀이한다는 사실에서 주관적이고 인류학적 한계를 발견한다고 결론짓는다.

## 저서
한스 블루멘베르크는 다음 저서의 저자이다.
- (1947) 중세-스콜라 존재론의 독창성 문제에 대한 기여(박사 학위 논문, 미출판).
- (1950) 존재론적 거리. 후설 현상학의 위기에 대한 연구(교수 자격 취득 논문, 미출판).
- (1966) 근대성의 정당성
- (1975) 코페르니쿠스적 세계의 기원
- (1979) 세계의 가독성
- (1979) 신화에 대한 작업
- (1986) 삶의 시간과 세계의 시간
- (1987) 강을 건너는 근심
- (1993) 성 마태 수난곡

### 영어 번역본
- The Readability of the World. Trans. Robert Savage and David Roberts. Ithaca, Cornell University Press, 2022. ISBN 978-1-5017-6661-9.
- St. Matthew Passion. Trans. Helmut Müller-Sievers and Paul Fleming. Ithaca, Cornell University Press, 2021. ISBN 978-1-5017-0580-9.
- History, Metaphors, Fables: A Hans Blumenberg Reader. Ed. and trans. Hannes Bajohr, Florian Fuchs, and Joe Paul Kroll. Ithaca, Cornell University Press, 2020. ISBN 978-1-5017-4798-4.
- Lions. Trans. Kári Driscoll. London, Seagull Books, 2018. ISBN 978-0-85742-430-3
- Rigorism of Truth: "Moses the Egyptian" and Other Writings on Freud and Arendt. Trans. Joe Paul Kroll. Ithaca, Cornell University Press, 2018. ISBN 978-1-5017-1672-0
- The Laughter of the Thracian Woman: A Protohistory of Theory. Trans. Spencer Hawkins. New York, Bloomsbury Academic, 2015. ISBN 978-1-6235-6230-4
- Care Crosses the River. Trans. Paul Fleming. Stanford, Stanford University Press, 2010. ISBN 978-0-8047-3580-3
- Paradigms for a Metaphorology. Trans. Robert Savage. Ithaca, Cornell University Press, 2010. ISBN 978-0-8014-4925-3
- "Does It Matter When? On Time Indifference", Philosophy and Literature 22 (1): 212-218 (1998). Trans. David Adams.
- Shipwreck with Spectator: Paradigm of a Metaphor for Existence. Trans. Steven Rendall. Cambridge, MIT Press, 1996. ISBN 978-0-262-02411-2
- "Light as a Metaphor for Truth: At the Preliminary Stage of Philosophical Concept Formation", in Modernity and the Hegemony of Vision, ed. David Michael Levin, University of California, Berkeley, 1993, pp. 30–86. Trans. Joel Anderson.
- "Being – A MacGuffin: How to Preserve the Desire to Think", Salmagundi No. 90/91 (Spring-Summer 1991), pp. 191–193. Trans. David Adams.
- "An Anthropological Approach to the Contemporary Significance of Rhetoric", in After Philosophy: End or Transformation?, eds. Kenneth Baynes, James Bohman, and Thomas McCarthy, MIT Press, Cambridge, 1987, pp. 423–458. Trans. Robert M. Wallace.
- The Genesis of the Copernican World. Trans. Robert M. Wallace. Cambridge, MIT Press, 1987. ISBN 978-0-262-52144-4
- The Legitimacy of the Modern Age. Trans. Robert M. Wallace. Cambridge, MIT Press, 1985. ISBN 978-0-262-52105-5
- Work on Myth. Trans. Robert M. Wallace. Cambridge, MIT Press, 1985. ISBN 978-0-262-52133-8
- "To Bring Myth to an End", New German Critique 32 (1984), 109-140. Trans. Robert M. Wallace. [Chapter from Work on Myth.]
- "Self-Preservation and Inertia: On the Constitution of Modern Rationality", Contemporary German Philosophy 3 (1983), 209-256.
- "The Concept of Reality and the Possibility of the Novel", in New Perspectives in German Literary Criticism: A Collection of Essays, ed. Richard E. Amacher and Victor Lange, Princeton, Princeton University Press, 1979, pp. 29–48. Trans. David Henry Wilson.
- "On a Lineage of the Idea of Progress", Social Research 41 No. 1 (1974): 5-27. Trans. E.B. Ashton.
- "The Life-World and the Concept of Reality", in Life-World and Consciousness: Essays for Aron Gurwitsch, ed. Lester E. Embree, Evanston, Northwestern University, 1972

## 더 읽어보기

### 영어
- Adams, David: "Metaphors for Mankind: The Development of Hans Blumenberg's Anthropological Metaphorology," Journal of the History of Ideas 52 (1991), 152–166.
- Adams, David; Behrenberg, Peter: "Bibliographie Hans Blumenberg", in Franz Josef Wetz and Hermann Timm (Eds.): Die Kunst des Überlebens: Nachdenken über Hans Blumenberg. Frankfurt am Main: Suhrkamp, 1999. ISBN 3-518-29022-3
- Bajohr, Hannes: "Bibliography," in Hans Blumenberg: History, Metaphors, Fables: A Hans Blumenberg Reader. Ed. and trans. Hannes Bajohr, Florian Fuchs, and Joe Paul Kroll. Ithaca, Cornell University Press, 2020, 583–592. ISBN 978-1-5017-4798-4
- Borowski, Audrey: "The Absolutism of Data: Thinking Artificial Intelligence with Hans Blumenberg,"Mind and Matter 21:2 (2024), 167-190.
- Brient, Elizabeth: The Immanence of the Infinite: Hans Blumenberg and the Threshold to Modernity. Washington, D.C.: Catholic University of America Press, 2002.
- Fragio, Alberto: Paradigms for a Metaphorology of the Cosmos. Hans Blumenberg and the Contemporary Metaphors of the Universe. Roma: Aracne Editrice, 2015.
- Isenberg, Bo: "Answering the Question: What is Culture? A Sociological Reworking of the Philosophy of Hans Blumenberg", in Yamamoto, Tetsuji & Paul Rabinow & Roger Chartier (eds), Philosophical Designs for a Socio-Cultural Transformation. Beyond Violence and the Modern Era. Tokyo: Rowman & Littlefield, 1998.
- Jay, Martin: "The Legitimacy of the Modern Age" (review), History and Theory 24:2 (1985), 183-196.
- Keum, Tae-Yeoun: "Hans Blumenberg and the Concept of Myth in Germany," Journal of the History of Ideas Blog (2019)
- Knatz, Jonas: Interview with Rüdiger Zill about Hans Blumenberg’s life, his philosophical oeuvre, and his anglophone reception on the Journal of the History of Ideas Blog (2020).
- Krajewski, Bruce: "The Musical Horizon of Religion: Hans Blumenberg's Matthäuspassion," History of the Human Sciences 6.4 (1993): 81-95.
- Nicholls, Angus: Myth and the Human Sciences: Hans Blumenberg's Theory of Myth. New York: Routledge, 2014.
- Rasmussen, Ulrik Houlind: "The Memory of God. Hans Blumenberg's Philosophy of Religion", København 2009
- Sels, N. “A Heart That Can Endure”. Blumenberg’s Anthropology of Solace. Image & Narrative, Vo.. 14 (1) 2013
- Shariti, Mohamed: Interview with Bruce Krajewski about Blumenberg's Work on Myth 보관됨 2018-08-09 - 웨이백 머신 in Tehran-based journal Today's Culture (2017).
- Wallace, Robert M.: “Progress, Secularization and Modernity: The Löwith-Blumenberg Debate," New German Critique, No. 22 (1981), 63-79.
- Special issues of History of the Human Sciences (6:4, 1993) and Annals of Scholarship (5:1, 1987)

### 독일어
- Behrenberg, Peter: Endliche Unsterblichkeit. Studien zur Theologiekritik Hans Blumenbergs. Würzburg: Königshausen & Neumann, 1994.
- Goldstein, Jürgen: Nominalismus und Moderne: zur Konstitution neuzeitlicher Subjektivität bei Hans Blumenberg und Wilhelm von Ockham. Freiburg (Breisgau); München: Alber, 1998. ISBN 3-495-47863-9
- Goldstein, Jürgen: Hans Blumenberg. Ein philosophisches Portrait. Berlin: Matthes & Seitz, 2020, ISBN 978-3-95757-758-0.
- Haefliger, Jürg: Imaginationssysteme: erkenntnistheoretische, anthropologische und mentalitätshistorische Aspekte der Metaphorologie Hans Blumenbergs. Bern; Berlin; Frankfurt/M.; New York; Paris; Wien: Lang, 1996. ISBN 3-906756-83-1
- Heidenreich, Felix: Mensch und Moderne bei Hans Blumenberg. München 2005.
- Hundeck, Markus: Welt und Zeit: Hans Blumenbergs Philosophie zwischen Schöpfungs- und Erlösungslehre. Würzburg: Echter, 2000. ISBN 3-429-02281-9
- Müller, Oliver: Sorge um die Vernunft. Hans Blumenbergs phänomenologische Anthropologie. Paderborn: Mentis Verlag, 2005
- Stoellger, Philipp: Metapher und Lebenswelt : Hans Blumenbergs Metaphorologie als Lebenswelthermeneutik und ihr religionsphänomenologischer Horizont. Tübingen: Mohr Siebeck, 2000. ISBN 3-16-147302-7
- Wetz, Franz Josef: Hans Blumenberg zur Einführung. Hamburg: Junius-Verl., 2004, 2nd Ed., ISBN 3-88506-389-1
- Wetz, Franz Josef and Hermann Timm (Hrsg.): Die Kunst des Überlebens : Nachdenken über Hans Blumenberg. Frankfurt am Main: Suhrkamp, 1999. ISBN 3-518-29022-3
- Zambon, Nicola: Das Nachleuchten der Sterne. Konstellationen der Moderne bei Hans Blumenberg, Paderborn: Fink, 2017, ISBN 978-3-7705-5946-6.

### 이탈리아어
- Borsari, Andrea: Hans Blumenberg. Mito, metafora, modernità, Bologna: Il Mulino, 1999. ISBN 978-88-15-07267-2

### 스페인어
- G. Cantón, César, La metaforología en Blumenberg, como destino de la analítica existencial, Servicio de Publicaciones de la UCM, 2004 (ISBN 84-669-2541-4).
- G. Cantón, César, Blumenberg versus Heidegger: la metaforología como destino de la analítica existencial, Anuario Filosófico XXXVIII (2005) 83, 725-746 (ISSN 0066-5215).
- G. Cantón, César, “La metaforología como laboratorio antropológico” (pags. 9–25), estudio introductorio a: Hans Blumenberg, Conceptos en historias, Síntesis 2003, 303 pags. (ISBN 978-84-9756-147-1).
- Fragio, Alberto, Destrucción, cosmos, metáfora. Ensayos sobre Hans Blumenberg, Lampi di stampa, Milano 2013. ISBN 978-88-488-1489-8